# Karel Finek
Karel Finek (* 27. Mai 1920 in Hradec Králové; † 8. September 1998) war ein tschechischer Fußballspieler und Trainer. Als Torwart spielte er in der Tschechoslowakei und in Frankreich. Seine Trainertätigkeit vollzog er ebenfalls in der Tschechoslowakei sowie in Deutschland.

## Karriere
Finek spielte zunächst für Olympia Hradec Králové. Im Alter von 18 Jahren wechselte der großgewachsene Torhüter zum SK Baťov nach Otrokovice. Im Frühjahr 1941 beklagte Slavia Prag zwei verletzte Torhüter und verpflichtete als Ersatz Finek, der für den Wechsel in die Hauptstadt 2000 Kronen Handgeld erhielt.
In einem seiner ersten Einsätze für Slavia im März 1941, es war das Derby gegen Sparta Prag, hielt Finek einen Elfmeter und war in den folgenden sechs Jahren Stammtorhüter der Rot-Weißen. 1941, 1942 und 1943 gewann Finek mit Slavia die Meisterschaft.
Finek debütierte am 7. April 1946 in der tschechoslowakischen Nationalelf, die in Paris Frankreich mit 0:3 unterlag. Dennoch wurde Finek in den Zeitungen als bester tschechoslowakischer Akteur gelobt. Vom Pariser Publikum bekam er den Spitznamen King Kong, von der AS Saint-Étienne ein Vertragsangebot, das der Torwart annahm. Am 9. Mai 1946 machte Finek beim 0:2 gegen Jugoslawien sein zweites und letztes Länderspiel.
Nach zwei Jahren in Saint-Étienne kehrte Finek in die Tschechoslowakei zurück, wurde in seiner nunmehr kommunistischen Heimat jedoch zur Arbeit im Bergwerk abkommandiert. Mitte der 1950er Jahre absolvierte Finek in Prag eine Trainerausbildung und ging anschließend nach Polen, wo er Cracovia und Śląsk Wrocław betreute. Im November 1959 kehrte Finek zu Slavia Prag zurück, blieb dort aber nur wenige Monate. Danach ging der ehemalige Spitzentorwart abermals nach Krakau, nur um in der Saison 1963/64 erneut Slavia zu trainieren.
Finek emigrierte 1965 in die Bundesrepublik Deutschland, wo er als Trainer bei der SpVgg Weiden, beim 1. FC Amberg sowie bei der SpVgg Vohenstrauß tätig war.